# Charles George Gordon
Charles George Gordon (28. ledna 1833 ve Woolwichi v Londýně, – 26. ledna 1885 v Chartúmu), známý jako Číňan Gordon, Gordon paša a Gordon z Chartúmu, byl britský armádní důstojník a administrátor. První vojenské zkušenosti získal roku 1855 v Krymské válce. Proslul během svých tažení v Číně, kde se v letech 1863–1864 podílel na porážce povstání tchaj-pchingů. Roku 1874 vstoupil do služeb egyptského chedíva Ismá'íla a podílel se na průzkumu severní Afriky a angažoval se v boji proti obchodu s otroky. Roku 1880 se zasazoval o pozemkovou reformu v Irsku. Roku 1884 byl britskou vládou vyslán do Súdánu, aby čelil povstání mahdistů. Od 19. března 1884 vedl obranu súdánského Chartúmu proti povstalcům. Britský ministerský předseda Gladstone neměl zájem poslat Gordonovi do Chartúmu posily. Teprve v srpnu kabinet odhlasoval vyslání pomocné výpravy pod vedením generála Garneta Wolseleyho. Dva dny před jejich příchodem, 26. ledna 1885, však povstalci Chartúm dobyli a zmasakrovali jeho vyhladovělou posádku. Sám Gordon byl sťat na schodišti guvernérského paláce, když se snažil čelit rozzuřenému davu povstalců.